# Nicolas Gilsoul
Nicolas Gilsoul (Chênée, 5 febbraio 1982) è un copilota di rally belga, dal 2011 gareggia in coppia con Thierry Neuville, con il quale ha vinto 12 prove iridate e si è piazzato per cinque volte al secondo posto nella classifica finale del campionato del mondo rally..

## Biografia
Ha disputato la sua prima gara da copilota nel 2000, al Rallye de la Famenne, in Belgio, a bordo di una Opel Corsa GSi pilotata dal connazionale Thierry Paquay. Esordì invece nel mondiale al Rally di Monte Carlo del 2007 con Luc Dewinter su Mitsubishi Lancer Evo IX, terminando al 28º posto assoluto e all'ottavo nella classe N4. Nel 2003 corse al fianco di Bruno Thiry, col quale disputò diversi appuntamenti del campionato europeo e sino al 2010 gareggiò con diversi piloti sia belgi che francesi in numerose gare dei rispettivi campionati nazionali. 

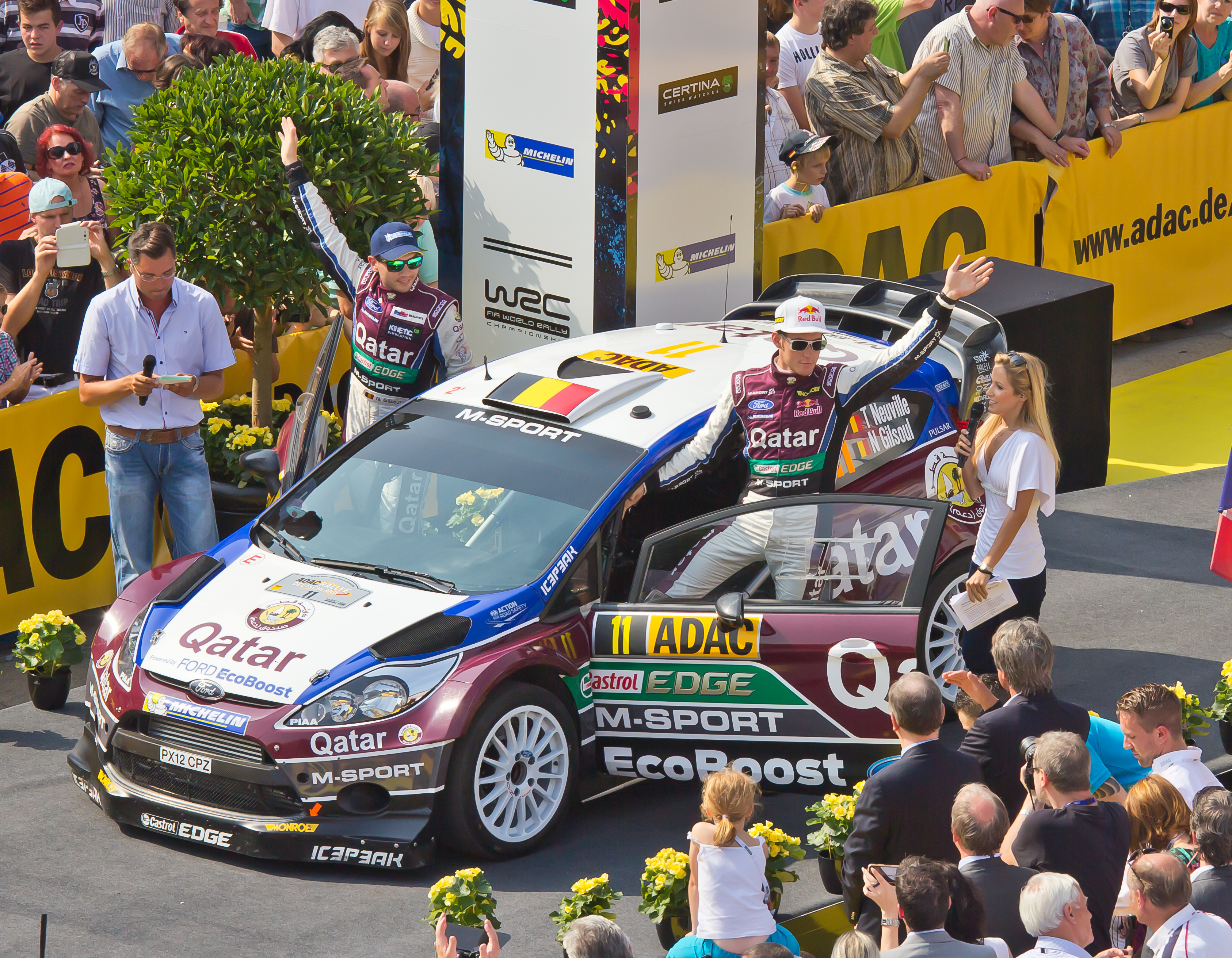
Gilsoul (a sinistra) e Thierry Neuville, al via del Rally di Germania 2013

Nel 2011 iniziò a competere stabilmente con Thierry Neuville, inizialmente con una Peugeot 207 S2000 e gareggiando nell'Intercontinental Rally Challenge.
Disputò la sua prima stagione mondiale completa nel 2012, in forza allo Citroën Junior team, divisione della squadra ufficiale francese dedicata ai piloti emergenti, riuscendo a ottenere diversi piazzamenti a punti nel corso della stagione. Nel 2013 la coppia venne ingaggiata dalla scuderia privata Qatar World Rally Team al volante di una Ford Fiesta RS WRC e conquistò il primo podio in carriera terminando al terzo posto nel Rally del Messico, seguito poi da altri sei e dal secondo posto finale ottenuto in classifica generale.
Dopo la convincente stagione 2013, per il 2014 Gilsoul e Neuville sottoscrissero un nuovo contratto con la scuderia Hyundai Motorsport, rientrata ufficialmente nel mondiale dopo 10 anni di assenza, e vinsero la loro prima gara al Rally di Germania con la nuova i20 WRC, regalando alla casa sudcoreana il primo successo iridato della storia e chiudendo al sesto posto nella generale piloti, ripetuto poi anche nella stagione 2015 disputata con la stessa auto. 

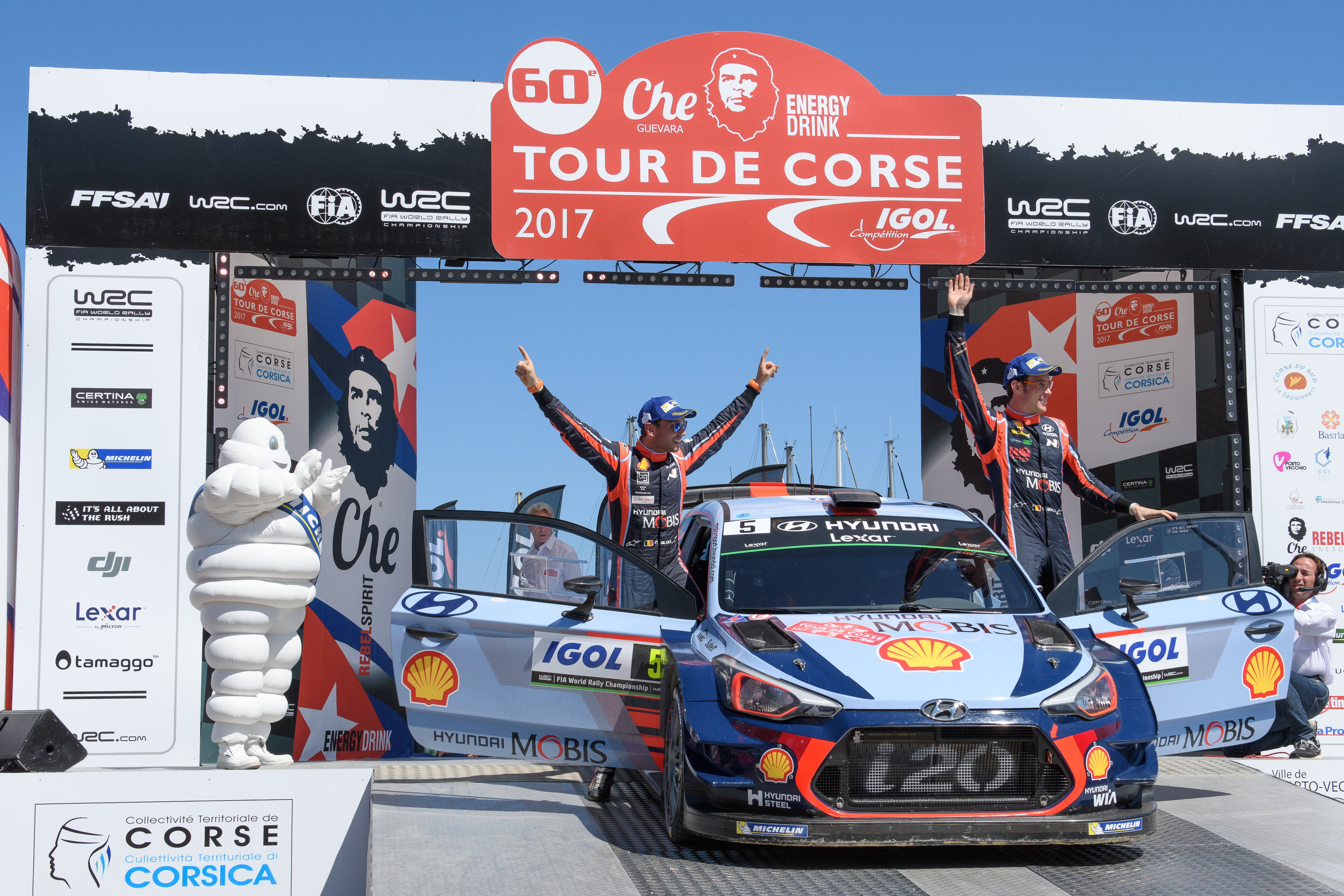
Gilsoul (a sinistra) con Neuville, vittoriosi al Tour de Corse 2017

Nel 2016 giunsero secondi con la versione aggiornata della vettura, la New Generation i20 WRC, e nel 2017 terminarono nuovamente la stagione al secondo posto con la nuovissima i20 Coupe WRC, vincendo quattro gare e mantenendo vivo il campionato sino alla penultima gara. 
Seguirono poi altri due secondi posti finali: nel 2018, sempre alle spalle di Ogier/Ingrassia, e nel 2019, quando furono gli estoni Ott Tänak e Martin Järveoja a vincere il titolo piloti e copiloti. Il secondo posto finale ottenuto nel 2019 contribuì inoltre alla vittoria da parte della squadra Hyundai del titolo costruttori, il primo nella storia della casa sudcoreana. 

## Palmarès

### Vittorie nel mondiale rally
| Nº | Anno | Rally                     | Pilota           | Vettura               | Squadra                 |
| -- | ---- | ------------------------- | ---------------- | --------------------- | ----------------------- |
| 1  | 2014 | 32º Rally di Germania     | Thierry Neuville | Hyundai i20 WRC       | Hyundai Motorsport      |
| 2  | 2016 | 13º Rally di Sardegna     | Thierry Neuville | Hyundai NG i20 WRC    | Hyundai Motorsport      |
| 3  | 2017 | 60º Tour de Corse         | Thierry Neuville | Hyundai i20 Coupe WRC | Hyundai Motorsport      |
| 4  | 2017 | 37º Rally d'Argentina     | Thierry Neuville | Hyundai i20 Coupe WRC | Hyundai Motorsport      |
| 5  | 2017 | 74º Rally di Polonia      | Thierry Neuville | Hyundai i20 Coupe WRC | Hyundai Motorsport      |
| 6  | 2017 | 26º Rally d'Australia     | Thierry Neuville | Hyundai i20 Coupe WRC | Hyundai Motorsport      |
| 7  | 2018 | 66º Rally di Svezia       | Thierry Neuville | Hyundai i20 Coupe WRC | Hyundai Shell Mobis WRT |
| 8  | 2018 | 51º Rally del Portogallo  | Thierry Neuville | Hyundai i20 Coupe WRC | Hyundai Shell Mobis WRT |
| 9  | 2018 | 15º Rally Italia Sardegna | Thierry Neuville | Hyundai i20 Coupe WRC | Hyundai Shell Mobis WRT |
| 10 | 2019 | 62º Tour de Corse         | Thierry Neuville | Hyundai i20 Coupe WRC | Hyundai Shell Mobis WRT |
| 11 | 2019 | 39º Rally d'Argentina     | Thierry Neuville | Hyundai i20 Coupe WRC | Hyundai Shell Mobis WRT |
| 12 | 2019 | 55º Rally di Catalogna    | Thierry Neuville | Hyundai i20 Coupe WRC | Hyundai Shell Mobis WRT |
| 13 | 2020 | 88º Rally di Monte Carlo  | Thierry Neuville | Hyundai i20 Coupe WRC | Hyundai Shell Mobis WRT |

## Risultati nel mondiale rally
| 2007 | Scuderia | Vettura                  |    |  |  |  |  |  |  |  |  |  |  |  |  |  |  |  | Punti | Pos. |
| ---- | -------- | ------------------------ | -- |  |  |  |  |  |  |  |  |  |  |  |  |  |  |  | ----- | ---- |
| 2007 |          | Mitsubishi Lancer Evo IX | 28 |  |  |  |  |  |  |  |  |  |  |  |  |  |  |  | -     |      |

| 2008 | Scuderia | Vettura            |  |    |  |  |  |  |  |  |  |  |  |  |  |  |  | Punti | Pos. |
| ---- | -------- | ------------------ |  | -- |  |  |  |  |  |  |  |  |  |  |  |  |  | ----- | ---- |
| 2008 |          | Subaru Impreza STi |  | 30 |  |  |  |  |  |  |  |  |  |  |  |  |  | -     |      |

| 2012 | Scuderia                     | Vettura         |     |    |    |   |   |   |   |    |    |   |    |     |    |  |  |  | Punti | Pos. |
| ---- | ---------------------------- | --------------- | --- | -- | -- | - | - | - | - | -- | -- | - | -- | --- | -- |  |  |  | ----- | ---- |
| 2012 | Citroën Junior WRT Qatar WRT | Citroën DS3 WRC | Rit | 12 | 13 | 8 | 5 | 6 | 5 | 16 | 12 | 7 | 42 | 183 | 12 |  |  |  | -     |      |

| 2013 | Scuderia  | Vettura            |     |   |   |    |   |   |   |    |   |   |    |    |    |  |  |  | Punti | Pos. |
| ---- | --------- | ------------------ | --- | - | - | -- | - | - | - | -- | - | - | -- | -- | -- |  |  |  | ----- | ---- |
| 2013 | Qatar WRT | Ford Fiesta RS WRC | Rit | 5 | 3 | 18 | 5 | 3 | 2 | 21 | 2 | 2 | 42 | 41 | 31 |  |  |  | 176   | 2º   |

| 2014 | Scuderia           | Vettura         |     |    |   |   |   |    |   |     |    |   |   |   |    |  |  |  | Punti | Pos. |
| ---- | ------------------ | --------------- | --- | -- | - | - | - | -- | - | --- | -- | - | - | - | -- |  |  |  | ----- | ---- |
| 2014 | Hyundai Motorsport | Hyundai i20 WRC | Rit | 28 | 3 | 7 | 5 | 16 | 3 | Rit | 12 | 7 | 8 | 6 | 42 |  |  |  | 105   | 6º   |

| 2015 | Scuderia                 | Vettura         |   |   |    |     |    |   |   |   |   |   |    |   |     |  |  |  | Punti | Pos. |
| ---- | ------------------------ | --------------- | - | - | -- | --- | -- | - | - | - | - | - | -- | - | --- |  |  |  | ----- | ---- |
| 2015 | Hyundai World Rally Team | Hyundai i20 WRC | 5 | 2 | 83 | Rit | 39 | 3 | 6 | 4 | 5 | 7 | 23 | 8 | Rit |  |  |  | 90    | 6º   |

| 2016 | Scuderia           | Vettura            |   |    |     |   |    |   |    |    |    |   |   |   |   |    |  |  | Punti | Pos. |
| ---- | ------------------ | ------------------ | - | -- | --- | - | -- | - | -- | -- | -- | - | - | - | - | -- |  |  | ----- | ---- |
| 2016 | Hyundai Motorsport | Hyundai NG i20 WRC | 3 | 14 | Rit | 6 | 29 | 1 | 43 | 41 | 31 | C | 2 | 3 | 3 | 32 |  |  | 160   | 2º   |

| 2017 | Scuderia           | Vettura               |     |     |    |    |   |   |    |    |    |    |     |    |   |  |  |  | Punti | Pos. |
| ---- | ------------------ | --------------------- | --- | --- | -- | -- | - | - | -- | -- | -- | -- | --- | -- | - |  |  |  | ----- | ---- |
| 2017 | Hyundai Motorsport | Hyundai i20 Coupe WRC | 151 | 133 | 31 | 15 | 1 | 2 | 34 | 15 | 63 | 44 | Rit | 21 | 1 |  |  |  | 208   | 2º   |

| 2018 | Scuderia                | Vettura               |    |    |    |   |    |    |   |    |    |     |    |   |     |  |  |  | Punti | Pos. |
| ---- | ----------------------- | --------------------- | -- | -- | -- | - | -- | -- | - | -- | -- | --- | -- | - | --- |  |  |  | ----- | ---- |
| 2018 | Hyundai Shell Mobis WRT | Hyundai i20 Coupe WRC | 52 | 14 | 63 | 3 | 21 | 12 | 1 | 94 | 25 | 161 | 54 | 4 | Rit |  |  |  | 201   | 2º   |

| 2019 | Scuderia                | Vettura               |    |    |    |    |    |     |   |    |    |    |    |    |    |  |  |  | Punti | Pos. |
| ---- | ----------------------- | --------------------- | -- | -- | -- | -- | -- | --- | - | -- | -- | -- | -- | -- | -- |  |  |  | ----- | ---- |
| 2019 | Hyundai Shell Mobis WRT | Hyundai i20 Coupe WRC | 23 | 32 | 43 | 14 | 13 | Rit | 2 | 63 | 62 | 41 | 82 | 25 | 13 |  |  |  | 227   | 2º   |

| 2020 | Scuderia                | Vettura               |   |    |    |     |    |   |     |  |  |  |  |  |  |  |  |  | Punti | Pos. |
| ---- | ----------------------- | --------------------- | - | -- | -- | --- | -- | - | --- |  |  |  |  |  |  |  |  |  | ----- | ---- |
| 2020 | Hyundai Shell Mobis WRT | Hyundai i20 Coupe WRC | 1 | 62 | 16 | Rit | 21 | 2 | Rit |  |  |  |  |  |  |  |  |  | 87    | 4º   |

| 2023 | Scuderia         | Vettura          |     |   |    |   |    |     |   |   |    |     |     |  |  |  | Punti | Pos. |
| ---- | ---------------- | ---------------- | --- | - | -- | - | -- | --- | - | - | -- | --- | --- |  |  |  | ----- | ---- |
| 2023 | M-Sport Ford WRT | Ford Puma Rally1 | Rit | 6 | 26 | 7 | 32 | Rit | 7 | 6 | 45 | Rit | Rit |  |  |  | 28    | 12º  |

| Legenda | 1º posto | 2º posto | 3º posto | A punti | Senza punti | Ritirato | Squalificato | NP=Non partito C=Gara cancellata | Apice=Power stage |